# Savannah Way
Savannah Way – część drogi krajowej Highway 1, o długości 3500 km, w Australii. Droga łączy miasto Cairns w stanie Queensland, miasto Katherine przy skrzyżowaniu z drogą krajową Stuart Highway, na obszarze Terytorium Północnego oraz miasto Broome w Australii Zachodniej.